# 波多爾
16°37′N 15°02′W / 16.617°N 15.033°W

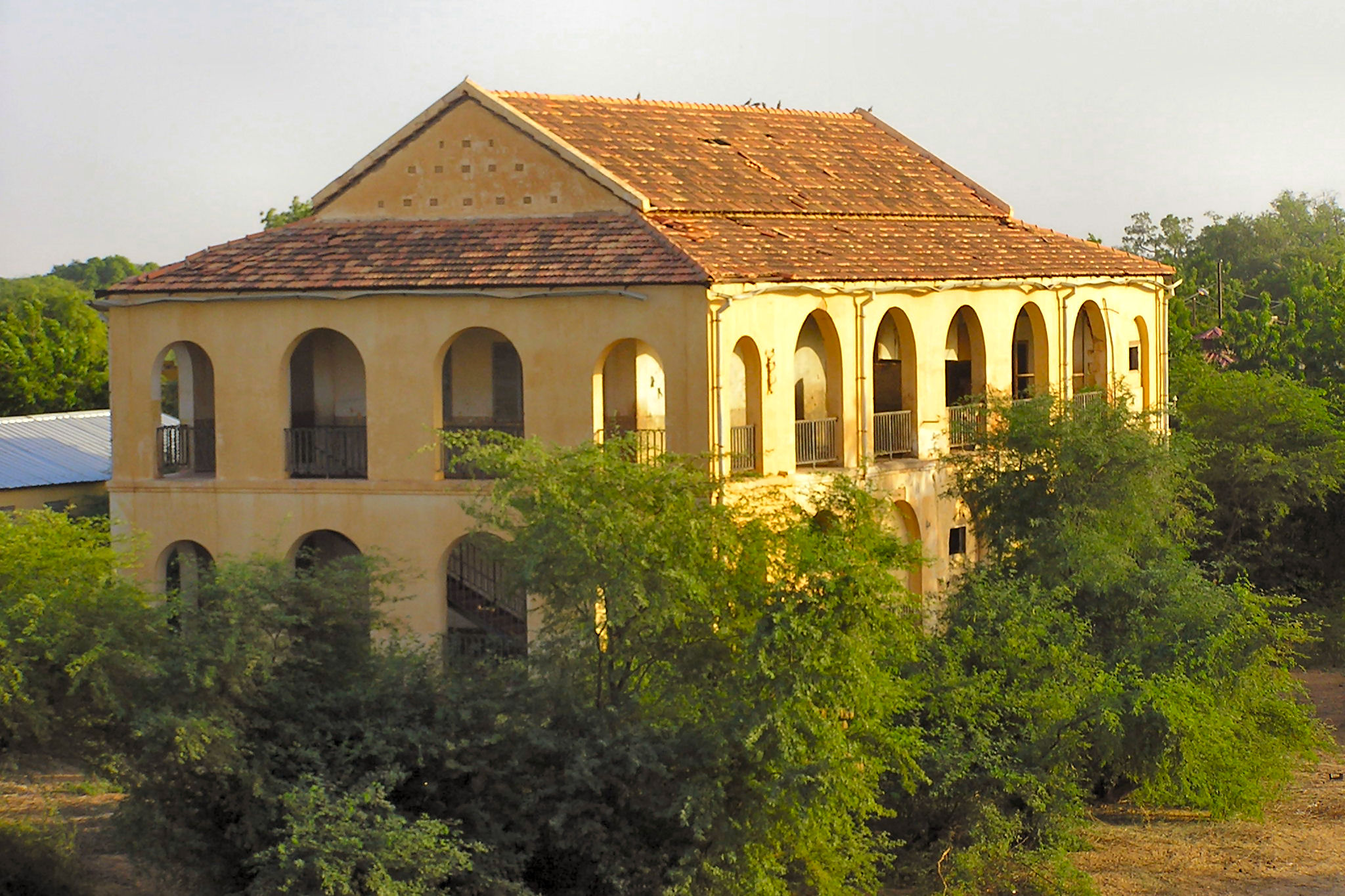
波多爾的堡壘

波多爾（法語：Podor），是塞內加爾的城鎮，位於該國北部，由聖路易區負責管轄，是波多爾省的首府，處於莫菲爾島，海拔高度11米，2007年該城鎮人口11,869。

## 友好城市
- 法國 特拉普